# Acuario Churaumi

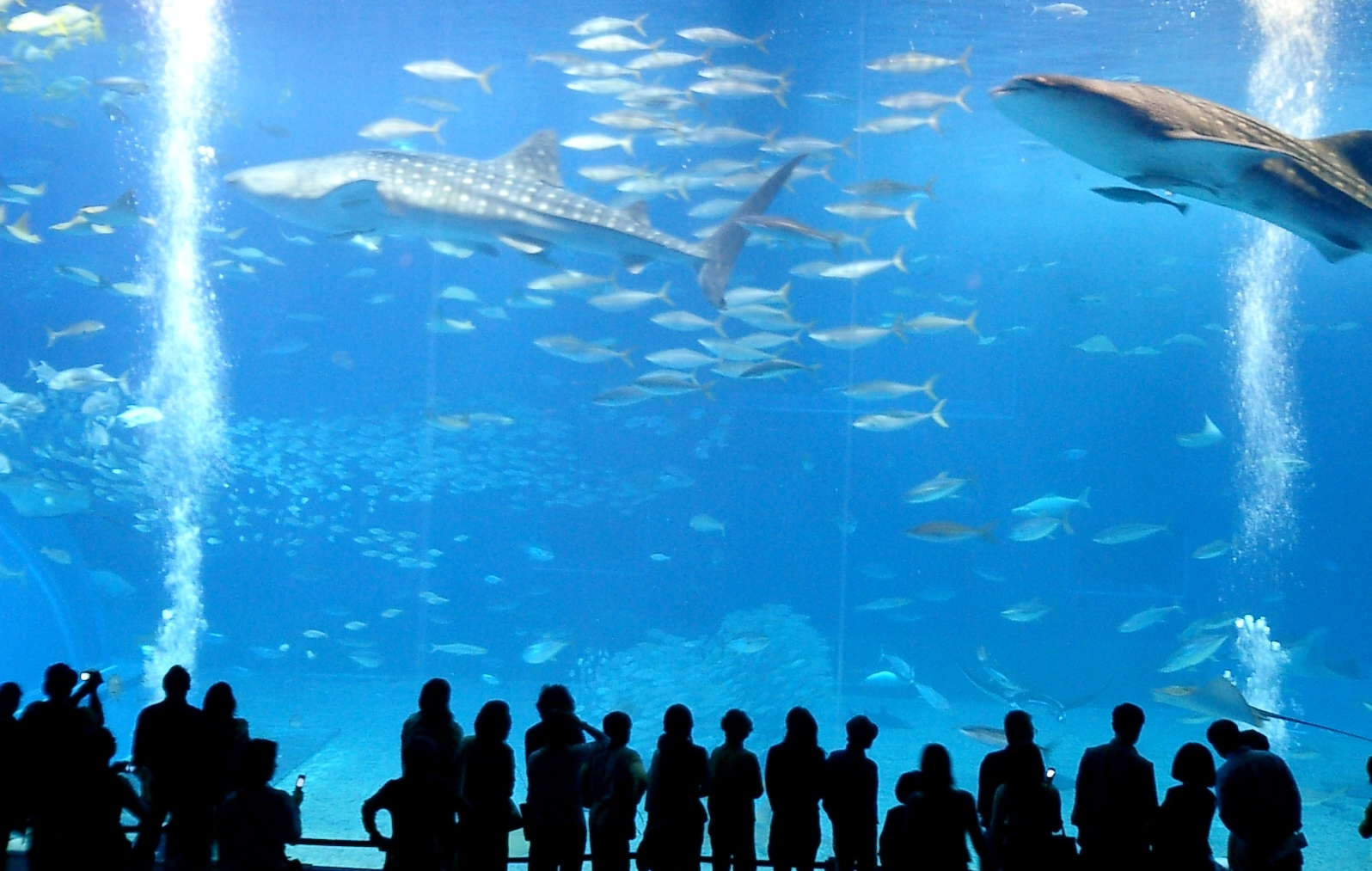
Gente asomada en el acuario.

El Acuario Churaumi Okinawa (沖縄美ら海水族館 Okinawa Churaumi Suizokukan?) es el segundo acuario más grande del mundo y es parte del Ocean Expo Park localizado en Motobu (Okinawa). El tanque principal tiene un volumen de 7500 metros cúbicos de agua siendo la mayor pantalla de cristal del mundo con 8,2 metros de alto por 22,5 metros de largo y un grosor de 60 centímetros.
La mayor atracción son los tiburones ballena, ya que junto con el de Georgia (EE. UU.) y el Acuario Kaiyukan, en Osaka, son los únicos que exhiben este animal.
- Dirección: 424 Ishikawa, Motobu-cho, Kunigami-gun, Okinawa, Japón.